# Zamachy w Afganistanie (10 stycznia 2017)
Zamachy w Afganistanie – seria zamachów bombowych dokonanych prawdopodobnie przez talibów 10 stycznia 2017 roku w Kabulu oraz innych miastach Afganistanu. Łącznie zginęło co najmniej 64 osób, a co najmniej 94 zostało rannych.
Dwie bomby wybuchły, gdy urzędnicy opuszczali budynek parlamentu w Kabulu, stolicy Afganistanu. Zginęło 46 osób, a co najmniej 70 zostało rannych.
Do zamachu doszło także w Kandaharze, podczas spotkania dyplomatów, m.in. pracowników ambasady Zjednoczonych Emiratów Arabskich. Zginęło tam 11 osób, a 18 doznało obrażeń ciała.
Podczas zamachu w miejscowości Lashkargah śmierć poniosło 7-16 cywilów oraz zamachowiec, a 6-9 cywilów zostało rannych.